# Словікова
Словікова (пол. Słowikowa) — село в Польщі, у гміні Коженна Новосондецького повіту Малопольського воєводства.
Населення — 284 особи (2011).
У 1975-1998 роках село належало до Новосондецького воєводства.

## Демографія
Демографічна структура станом на 31 березня 2011 року:
|          | Загалом | Допрацездатний вік | Працездатний вік | Постпрацездатний вік |
| -------- | ------- | ------------------ | ---------------- | -------------------- |
| Чоловіки | 139     | 29                 | 96               | 14                   |
| Жінки    | 145     | 26                 | 84               | 35                   |
| Разом    | 284     | 55                 | 180              | 49                   |